# Polski Komitet ds. UNESCO
Polski Komitet ds. UNESCO – polska instytucja działająca w ramach funkcjonowania Organizacji Narodów Zjednoczonych do spraw Oświaty, Nauki i Kultury (UNESCO). Został on założony w 1956, a do jego głównych zadań jest zapewnienie dialogu pomiędzy instytucjami UNESCO a polskimi instytucjami rządowymi oraz organizacjami pozarządowymi, jak również wdrażanie na obszarze Polski międzynarodowych programów prowadzonych przez UNESCO. Siedziba komitetu mieści się na 7. piętrze Pałacu Kultury i Nauki.

## Zadania
Komitet jest organem doradczym Rady Ministrów Rzeczypospolitej Polskiej i koordynuje działania instytucji UNESCO z działaniami polskich instytucji rządowych, przede wszystkim Ministerstwa Spraw Zagranicznych, Ministerstwa Kultury i Dziedzictwa Narodowego i Ministerstwa Edukacji Narodowej. Zapewnia także wsparcie dla publicznych i prywatnych podmiotów mających zamiar uczestniczyć w programach prowadzonych przez UNESCO lub działać na rzecz wartości przez UNESCO reprezentowanych. Ponadto, Polski Komitet ds. UNESCO utrzymuje kontakty z innymi tego typu instytucjami w regionie, dbając o rozwój współpracy regionalnej na polu kultury, nauki i edukacji.
Instytucja pełni funkcję pośrednika w procesie przyznawania stypendiów i staży UNESCO dla absolwentów uczelni wyższych. Uczestniczy również w procesie wyboru obiektów obejmowanych specjalną ochroną z inicjatywy UNESCO. Jej pracownicy tworzą i utrzymują na przykład Listę Informacyjną, będącą zestawieniem obiektów, które w przyszłości mogą zostać zgłoszone przez Rzeczpospolitą Polską do wpisu na listę światowego dziedzictwa UNESCO. Polski Komitet ds. UNESCO zgłasza również oficjalne polskie kandydatury obiektów do wpisania na listę światowego dziedzictwa. Od 2014 wspólnie z Polskim Komitetem Programu Pamięć Świata prowadzi prace nad tworzeniem Polskiej Listy Krajowej Programu UNESCO Pamięć Świata, na której znajduje się obecnie 11 dokumentów ważnych z punktu widzenia polskiej historii i kultury. Patronatem Polskiego Komitetu ds. UNESCO objęte są także liczne wydarzenia kulturalne i historyczne.

## Struktura

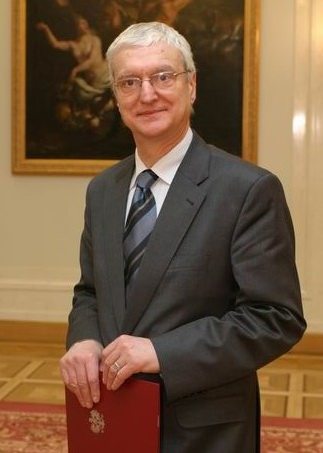
Michał Kleiber, obecny przewodniczący Polskiego Komitetu ds. UNESCO

W skład Polskiego Komitetu ds. UNESCO wchodzi 16 osób. Na jego czele stoi przewodniczący. Aktualnie stanowisko to piastuje profesor Michał Kleiber. Sekretarzem Generalnym jest natomiast dr Alicja Jagielska-Burduk. Część członków komitetu reprezentuje ministerstwa, których zakres funkcjonowania pokrywa się częściowo z działalnością UNESCO. Są to:
- Ministerstwo Edukacji Narodowej, dr Joanna Mucha, sekretarz stanu
- Ministerstwo Kultury i Dziedzictwa Narodowego  Bożena Żelazowska, sekretarz stanu
- Ministerstwo Sportu i Turystyki  Piotr Borys, sekretarz stanu
- Ministerstwo Cyfryzacji  dr Rafał Rosiński, podsekretarz stanu
- Ministerstwo Klimatu i Środowiska  Mikołaj Dorożała, podsekretarz stanu
- Ministerstwo Nauki i Szkolnictwa Wyższego  prof. Andrzej Szeptycki, podsekretarz stanu
- Ministerstwo Spraw Zagranicznych  Jakub Wiśniewski, podsekretarz stanu,     Paweł Radomski, dyrektor Departamentu Spraw Globalnych

Pozostali członkowie komitetu są mianowani imiennie, reprezentują środowiska naukowe i twórcze:
- profesor Tadeusz Burczyński
- profesor Piotr Bieliński
- profesor Leszek Kolankiewicz
- Paweł Lisicki
- dr Iwona Rummel-Bulska
- profesor Wojciech Szafrański
- profesor Zbigniew Zwoliński